# Norala
Norala es un municipio filipino de tercera categoría, situado al sur de la isla de Mindanao. Forma parte de la provincia de Cotabato del Sur. Para las elecciones está encuadrado en el Segundo Distrito Electoral de esta provincia.
Su nombre es una corrupción lingüística de norte del [valle del río] Ala. Los nombres de Centrala y Surala siguen el mismo padrón.

## Barrios
El municipio de Norala se divide, a los efectos administrativos, en 14 barangayes o barrios, conforme a la siguiente relación:
| - Dumaguil - Esperanza - Kibid | - Lapuz - Libertad - López Jaena | - Matapol - Población - Puti | - San José - San Miguel | - Simsimán - Tinago - Benigno Aquino, Jr. |  |

## Historia

### Influencia española

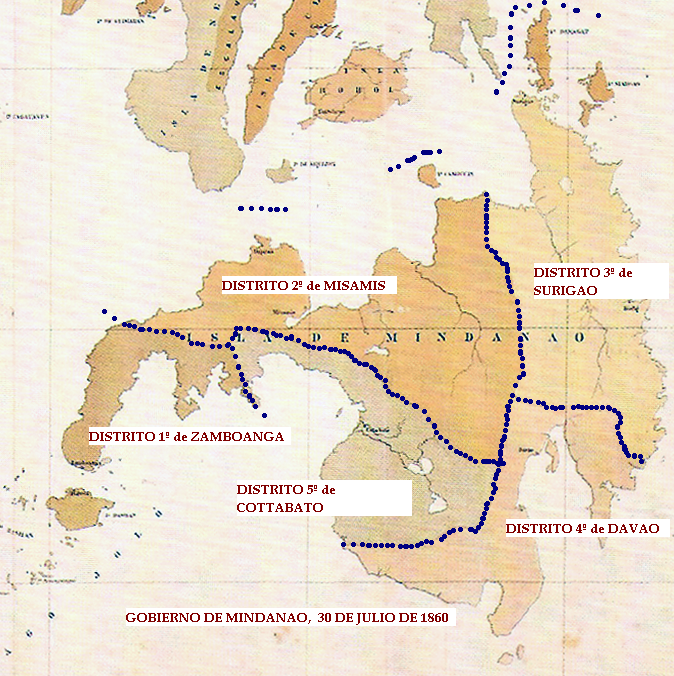
Gobierno de Mindanao: Los 5 Distritos creados por Real Decreto de 30 de julio de 1860.

El Distrito 4º de Dávao, llamado antes Nueva Guipúzcoa, cuya capital era el pueblo de Dávao e incluía la  Comandancia de Mati,   formaba  parte del Imperio español en Asia y Oceanía (1520-1898).

### Independencia
El 10 de marzo de 1953 22 barrios (Norala, López Jaena, San Miguel, Esperanza, Guinsang-án, San Vicente, Lapuz, San José t, Panay, M. Roxas, Katipunán, San Isidro, Santo Niño, Colambog, Calaguag, Sampao, Cudanding,  Simsimán, Dansulí,  Dumaguil y Puti) hasta ahora pertenecientes al municipio de Dulaguán (Dulawan) forman el nuevo municipio de Norala.
El 18 de julio de 1966 el presidente Ferdinand E. Marcos suscribe la ley Republic Act No. 4849 por la que los municipios de Norala, Surala, Banga, Tantangán, Koronadal, Tupi, Polomolok, Kiamba, Maitum, Maasim, Tampacán y Glan, así como la ciudad del Rajah Buayan, hoy General Santos, quedan segregadas de la provincia de Cotabato para formar una nueva denominada provincia de Cotabato del Sur siendo su capital el municipio de  Koronadal. La actual provincia de Cotabato menos el territorio que comprende los municipios antes mencionados continuará a ser conocido como Cotabato.
El 23 de diciembre de  1980 los barrios de Santo Niño, Guinsangán, San Vicente, Panay, Manuel Roxas, Katipunán y San Isidro, hasta entonces del municipio de Norala, así como los barrios de Ambalgán y Teresita, hasta entonces del municipio de Banga forman el nuevo municipio de Santo Niño cuyo ayuntamiento se sitúa en el barrio del mismo nombre.